# Euplecterga impressicollis
Euplecterga impressicollis är en skalbaggsart som först beskrevs av Park och Wagner 1962.  Euplecterga impressicollis ingår i släktet Euplecterga och familjen kortvingar. Inga underarter finns listade i Catalogue of Life.